# Tom Carroll
Thomas Victor "Tom" Carroll, (New South Wales, 26 de novembro de 1961) é um ex-surfista profissional de Sydney. É bicampeão mundial de surfe (anos de 1983 e 1984).